# Aeonium davidbramwellii
Aeonium davidbramwellii H.Y.Liu es una especie de planta tropical con hojas suculentas perteneciente al género Aeonium en la familia Crassulaceae.

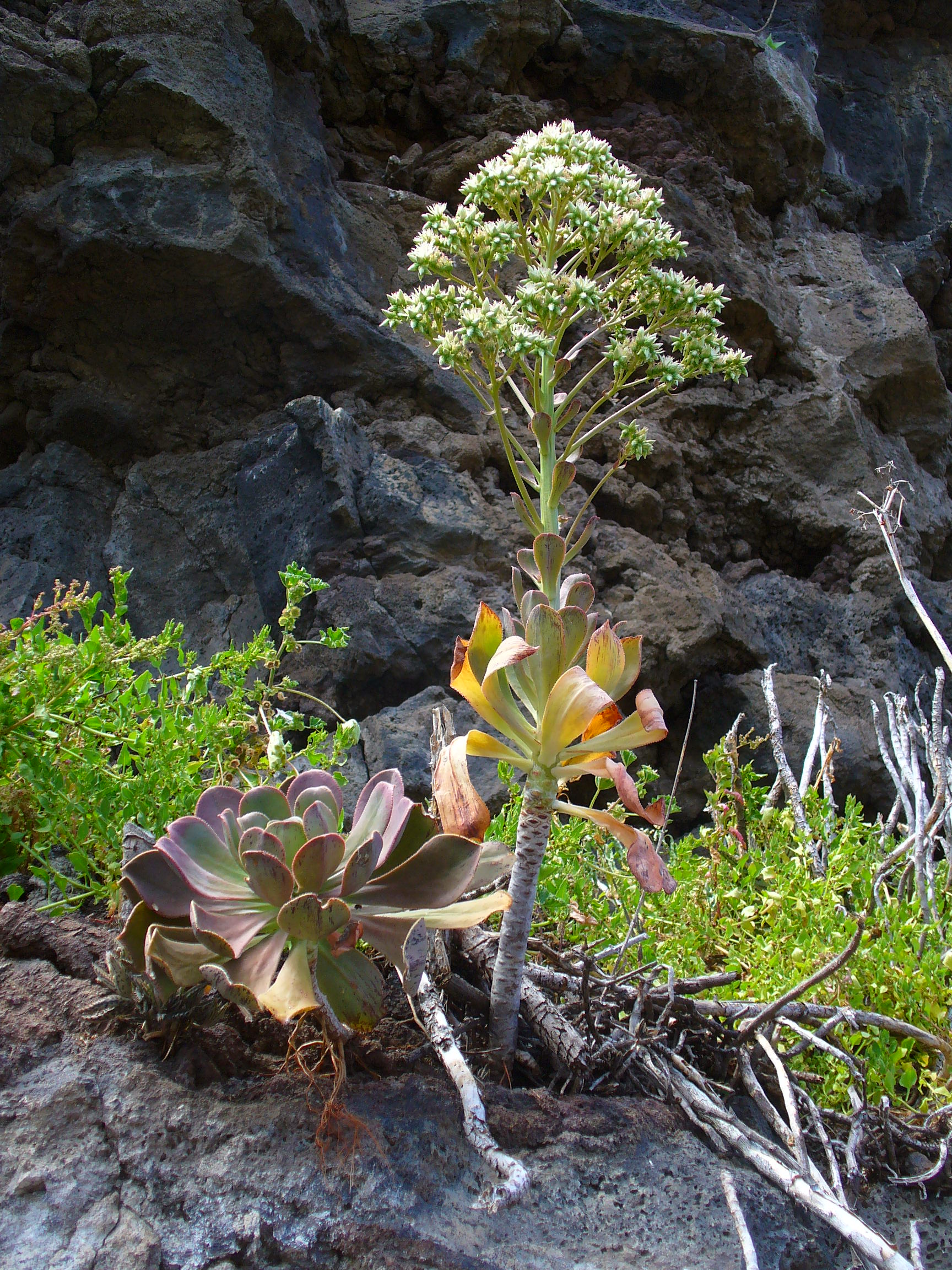
Vista de la planta

## Descripción
Planta poco o nada ramificada. Las hojas son glabras, con cilios delgados en los márgenes y glaucas pero teñidas de un color marrón-rojizo. Las flores son de color blanco o blanco rosáceo. Se confunde a menudo con Aeonium calderense (n.n.), taxón propuesto por Bjorn Malkmus (no publicado) y que se diferenciaría por ser densamente ramificado y por sus rosetas menores (Lodé, 2010). Probablemente ambas formas puedan considerarse la misma especie.

## Distribución geográfica
Aeonium davidbramwellii es un endemismo común de La Palma (Islas Canarias, España).

## Taxonomía
Aeonium davidbramwellii fue descrita por  Ho Yih Liu  y publicado en NMNS Taiwan Special Publ. 3: 88. 1989.
Etimología
Ver: Aeonium
davidbramwellii: especie dedicada a David Bramwell, botánico inglés, director del Jardín Canario "Viera y Clavijo", en Gran Canaria.
Sinonimia
- Aeonium ciliatum subsp. praegeri Bañares[6]

## Nombre común
Se conoce como "bejeque".